# 자치주
자치주(自治州)는 소수 민족이나 선주민 등의 주민에 대해서 자치가 인정된 주를 가리킨다.

## 중화인민공화국
- 자치주 (중화인민공화국)

## 러시아
- 러시아의 자치주